# Juliana Gaviria
Gaviria  Rendón est un nom espagnol. Le premier nom de famille, en général paternel, est Gaviria ; le second, en général maternel, souvent omis, est Rendón.
Juliana Gaviria Rendón, née le 31 mars 1991 à La Ceja (département d'Antioquia), est une coureuse cycliste colombienne. Spécialisée dans les épreuves de sprint sur piste, elle a été médaillée aux Jeux panaméricains et lors de championnats panaméricains de cyclisme. Elle a participé aux Jeux olympiques de 2012 à Londres et y a représenté la Colombie dans trois disciplines. Elle est la sœur de Fernando Gaviria et la femme de Fabián Puerta.

## Repères biographiques
Juliana Gaviria est une spécialiste des épreuves de vitesse sur piste. Elle est entraînée par l'ancien pistard John Jaime Gonzalez, qui a notamment participé aux mondiaux sur piste 1999 et obtenu la médaille d'argent en keirin aux Jeux panaméricains de 1999.
En 2011, associée à Diana García, elle est vice-championne panaméricaine de vitesse par équipes. L'année suivante, le duo obtient la médaille de bronze. Aux Jeux panaméricains de 2011, elle termine quatrième du tournoi de vitesse.
En 2012, Gaviria est sélectionnée aux Jeux olympiques de Londres. Elle termine avec Diana García au dixième rang de la vitesse par équipes. Sur le keirin, elle ne passe pas le premier tour. En 2013, avec Martha Bayona, elle remporte la médaille d'or en vitesse par équipes aux championnats panaméricains d'Aguascalientes.
Elle fait partie de la sélection nationale qui représente son pays aux Mondiaux sur piste 2014, qui ont lieu en Colombie. À quelques jours du début des épreuves, elle espère remporter une médaille. Mais les résultats sont en deçà de ses espérances, puisqu'elle ne réussit pas à faire mieux qu'une septième place (en vitesse par équipes, en duo avec Diana García).
En 2016, elle participe aux Jeux olympiques de Rio de Janeiro et termine 24e de la vitesse individuelle. La même année, elle remporte trois médailles aux championnats panaméricains, l'argent en keirin et en vitesse par équipes (avec Martha Bayona) et le bronze sur le 500 mètres.
Par la suite, elle interrompt sa carrière de cycliste en raison de sa grossesse et, en 2019, elle fait son retour en compétition. 

## Vie privée
Juliana Gaviria est issue d'une famille du monde du cyclisme. Son père est entraîneur et son frère Fernando est passé professionnel chez Etixx-Quick Step en 2016. Elle est mariée au cycliste Fabián Puerta. En 2017, le couple est devenu parent.

## Palmarès

### Jeux olympiques
- Londres 2012
  - 7e de la vitesse par équipes (avec Diana García)
  - 13e de la vitesse individuelle
  - 17e du keirin
- Rio 2016
  - 24e de la vitesse individuelle

### Championnats du monde
- Apeldoorn 2011
  - 11e de la vitesse par équipes (avec Diana García)[7].
  - 26e de la vitesse individuelle[8] (éliminée en qualifications[9]).
- Melbourne 2012
  - 12e de la vitesse par équipes (avec Diana García)[10].
  - 19e du 500 mètres[11].
  - 24e de la vitesse individuelle[12] (éliminée en seizièmes de finale[13]).
- Minsk 2013
  - Cinquième du keirin[14].
  - 13e de la vitesse individuelle[15] (éliminée en seizièmes de finale[16]).
- Cali 2014
  - Septième de la vitesse par équipes (avec Diana García)[17].
  - 12e du 500 mètres[18].
  - 13e du keirin[19] (éliminée aux repêchages du premier tour[20]).
- Saint-Quentin-en-Yvelines 2015
  - 10e de la vitesse par équipes (avec Martha Bayona)[21].
  - 16e du 500 mètres[22].
  - 17e du keirin[23] (éliminée aux repêchages du premier tour[24]).
  - 26e de la vitesse individuelle[25] (éliminée en qualifications[26]).
- Londres 2016
  - 11e de la vitesse par équipes (avec Martha Bayona)[27].
  - 21e de la vitesse individuelle[28] (éliminée en seizièmes de finale[29]).
- Hong Kong 2017
  - Huitième de la vitesse par équipes (avec Martha Bayona)[30] (éliminée au premier tour[31]).
  - 15e du 500 mètres[32].
  - 26e de la vitesse individuelle[33] (éliminée en seizièmes de finale[34]).
- Berlin 2020
  - 12e de la vitesse par équipes (avec Martha Bayona)[35] (éliminée en qualifications[36]).
  - 17e du 500 mètres[37].
- Roubaix 2021
  - 17e du keirin[38] (éliminée aux repêchages du premier tour[39]).

### Coupe du monde
- 2012-2013
  - 1re du keirin à Cali[40].
  - 3e de la vitesse par équipes à Cali (avec Martha Bayona)[41].

### Coupe des nations
- 2021
  - 1re de la vitesse par équipes à Cali (avec Martha Bayona et Yarli Mosquera)

### Championnats panaméricains
- Aguascalientes 2010
  -  Médaillée d'argent de la vitesse par équipes (avec Diana García).
- Medellín 2011
  -  Médaillée d'or de la vitesse par équipes (avec Diana García).
- Mar del Plata 2012
  -  Médaillée d'argent du 500 mètres.
  -  Médaillée de bronze de la vitesse par équipes (avec Diana García).
  - 4e de la vitesse individuelle[42].
- Mexico 2013
  -  Médaillée d'or de la vitesse par équipes (avec Martha Bayona).
  -  Médaillée d'argent du 500 mètres.
  -  Médaillée d'argent du keirin.
  -  Médaillée d'argent de la vitesse individuelle.
- Aguascalientes 2014
  -  Médaillée d'or de la vitesse par équipes (avec Diana García).
  -  Médaillée d'argent du 500 mètres.
  - 5e de la vitesse individuelle[43].
  - 7e du keirin[44].
- Santiago 2015
  -  Médaillée d'argent du 500 mètres.
  -  Médaillée d'argent de la vitesse individuelle.
  -  Médaillée d'argent de la vitesse par équipes (avec Martha Bayona).
- Aguascalientes 2016
  -  Médaillée d'argent du keirin.
  -  Médaillée d'argent de la vitesse par équipes (avec Martha Bayona).
  -  Médaillée de bronze du 500 mètres.
  - 8e de la vitesse individuelle[45].
- Cochabamba 2019
  -  Médaillée de bronze de la vitesse par équipes (avec Diana García).
  - 5e du keirin[46].
  - 6e du 500 mètres.
  - 6e de la vitesse individuelle[47].
- Lima 2021
  -  Médaillée d'or de la vitesse par équipes.
  -  Médaillée de bronze  du keirin.
  -  Médaillée de bronze de la vitesse individuelle.
- Lima 2022
  -  Médaillée de bronze de la vitesse par équipes.
  -  Médaillée de bronze du 500 mètres.
  -  Médaillée de bronze du keirin.
- Asuncion 2025
  -  Médaillée d'argent de la vitesse par équipes (avec Yarli Mosquera et Stefany Cuadrado).
  -  Médaillée de bronze du 500 mètres.
  - Quatrième du keirin[48].
  - Neuvième de la vitesse individuelle[49] (éliminée en huitièmes de finale[50]).

### Jeux panaméricains
- Guadalajara 2011
  -  Médaillée d'argent de la vitesse par équipes (avec Diana García)
- Toronto 2015
  -  Médaillée de bronze de la vitesse
  -  Médaillée de bronze du keirin
  -  Médaillée de bronze de la vitesse par équipes (avec Diana García)
- Lima 2019
  -  Médaillée de bronze de la vitesse par équipes

### Jeux sud-américains
- Santiago 2014
  -  Médaillée d'or du keirin
  -  Médaillée d'argent de la vitesse individuelle
  -  Médaillée d'argent de la vitesse par équipes
- Asuncion 2022
  -  Médaillée d'or de la vitesse individuelle
  -  Médaillée d'or de la vitesse par équipes
  -  Médaillée d'argent du keirin

### Jeux d'Amérique centrale et des Caraïbes
- Mayagüez 2010
  -  Médaillée d'argent de la vitesse par équipes (avec Diana García)
  -  Médaillée de bronze de la vitesse individuelle

### Jeux bolivariens
- Valledupar 2022
  -  Médaillée d'or de la vitesse par équipes
  -  Médaillée d'argent du keirin

### Championnats nationaux
- Medellín 2010
  -  Médaillée d'or de la vitesse par équipes (avec Diana García)[51].
  -  Médaillée d'argent du 500 mètres[52].
  -  Médaillée d'argent de la vitesse individuelle[53].
- Bogota 2011
  -  Médaillée d'or du 500 mètres[54].
  -  Médaillée d'or de la vitesse par équipes (avec Diana García)[55].
  -  Médaillée d'argent de la vitesse individuelle[56].
- Juegos Nacionales Cali 2012
  -  Médaillée d'or du 500 mètres des XIX Juegos Deportivos Nacionales[57].
  -  Médaillée d'or du keirin des XIX Juegos Deportivos Nacionales[58].
  -  Médaillée d'or de la vitesse individuelle des XIX Juegos Deportivos Nacionales[59].
  -  Médaillée d'argent de la vitesse par équipes des XIX Juegos Deportivos Nacionales (avec Maritza Ceballos)[60].
- Medellín 2013
  -  Médaillée d'or du 500 mètres[61].
  -  Médaillée d'or du keirin[62].
  -  Médaillée d'or de la vitesse par équipes (avec Diana García)[63].
  -  Médaillée d'argent de la vitesse individuelle[64].
- Medellín 2014
  -  Médaillée d'or du 500 mètres[65].
  -  Médaillée d'or de la vitesse individuelle[66].
  -  Médaillée d'or de la vitesse par équipes (avec Diana García)[67].
  -  Médaillée d'argent du keirin[68].
- Cali 2015
  -  Médaillée d'or du 500 mètres[69].
  -  Médaillée d'or de la vitesse individuelle[70].
  -  Médaillée d'or de la vitesse par équipes (avec Diana García)[71].
- Medellín 2016
  -  Médaillée d'or de la vitesse par équipes (avec Martha Bayona)[72].
  -  Médaillée d'argent du 500 mètres[73].
  -  Médaillée d'argent du keirin[74].
  -  Médaillée d'argent de la vitesse individuelle[75].
- Cali 2018
  -  Médaillée d'or de la vitesse par équipes (avec Martha Bayona)[76].
  -  Médaillée de bronze du 500 mètres[77].
  -  Médaillée de bronze du keirin[78].
- Cali 2019
  -  Médaillée d'or de la vitesse par équipes (avec Martha Bayona)[79].
  -  Médaillée de bronze de la vitesse individuelle[80].
- Juegos Nacionales Cali 2019
  -  Médaillée d'or de la vitesse par équipes des XXI Juegos Deportivos Nacionales (avec Martha Bayona)[81].
  -  Médaillée d'argent du 500 mètres des XXI Juegos Deportivos Nacionales[82].
  -  Médaillée d'argent du keirin des XXI Juegos Deportivos Nacionales[83].
  -  Médaillée d'argent de la vitesse individuelle des XXI Juegos Deportivos Nacionales[84].
- Cali 2021
  -  Médaillée d'or de la vitesse par équipes (avec Martha Bayona et Yarli Mosquera)[85].
  -  Médaillée d'argent du keirin[86].
  -  Médaillée d'argent de la vitesse individuelle[87].
  -  Médaillée de bronze du 500 mètres[88].
- Cali 2022
  -  Médaillée d'or de la vitesse par équipes (avec Martha Bayona et Yarli Mosquera)[89].
  -  Médaillée d'argent du keirin[90].
  -  Médaillée d'argent de la vitesse individuelle[91].
  -  Médaillée de bronze du 500 mètres[92].
- Medellín 2023
  -  Médaillée d'or de la vitesse par équipes (avec Martha Bayona et Yarli Mosquera)[93].
  -  Médaillée de bronze du keirin[94].
- Juegos Nacionales Eje Cafetero 2023
  -  Médaillée d'or de la vitesse par équipes des XXII Juegos Deportivos Nacionales (avec Yarli Mosquera et Martha Bayona)[95].
  -  Médaillée d'argent du keirin des XXII Juegos Deportivos Nacionales[96].
- Medellín 2024
  -  Médaillée d'or de la vitesse par équipes (avec avec Martha Bayona, Stefany Cuadrado et Yarli Mosquera)[97].
  -  Médaillée d'argent du 500 mètres[98].
  -  Médaillée d'argent du keirin[99].
  -  Médaillée d'argent de la vitesse individuelle[100].